# Bătălia de la Taillebourg, 21 iulie 1242
Bătălia de la Taillebourg, 21 iulie 1242 este un tablou în ulei pe pânză pictat în 1837 de artistul francez Eugène Delacroix, reprezentând bătălia cu același nume. Este una dintre cele 33 de lucrări monumentale comandate de Ludovic-Filip I pentru Galeria Bătăliilor de la Palatul Versailles, galerie inaugurată în 1837.
Pictura este expusă între Bătălia de la Bouvines, 27 iulie 1214 realizată de Horace Vernet și Bătălia de la Mons-en-Pévèle, 18 august 1304 realizată de Charles-Philippe Larivière. Este singura lucrare a lui Delacroix aflată în Galerie.